# Coldinne
Coldinne of Menstede-Coldinne, is een dorp in, en Ortsteil van, de Duitse gemeente Großheide in Oost-Friesland, in de deelstaat Nedersaksen. Het grenst in het westen aan Arle en aan Großheide-dorp.
Het dorp Coldinne ontstond bij een nonnenklooster van de premonstratenzers dat hier vanuit Dokkum werd gesticht in de dertiende eeuw. Na de Reformatie in de 16e eeuw werd het klooster opgeheven. Van het klooster Coldinne resteert enkel een gedenksteen die de locatie markeert.
Tot het Ortsteil behoren tegenwoordig de dorpjes Menstede, Coldinne, Klosterdorf, Kölke, Breitefeld, Blinkheide, Coldinnergaste, Strück en Westerbrande, op een totale oppervlakte van 1.245 hectare. In 2006 woonden in het Ortsteil in totaal 1.293 mensen, van wie in Coldinne 445, in Menstede 470 en in Südcoldinne 378. Dit laatste dorp is tegenwoordig een eigen Ortsteil van Großheide.
Belangrijkste middelen van bestaan zijn de landbouw en het toerisme, vanwege bezienswaardigheden en natuurschoon in omliggende plaatsen. Ook werken veel inwoners van deze dorpjes in Emden en andere omliggende grotere plaatsen.